# Пьянков, Борис Евгеньевич
Бори́с Евге́ньевич Пьянко́в (28 мая 1935, Свердловск — 2 марта 2023, Москва) — советский и российский военачальник. Начальник Гражданской обороны СССР — заместитель министра обороны СССР (1991). Заместитель главнокомандующего Объединёнными Вооружёнными Силами Содружества Независимых государств (1992—1993). Генерал-полковник (1988).

## Биография

### Ранние годы
Родился 28 мая 1935 года в Свердловске (ныне Екатеринбург). Русский. Отец работал сапожником, мать — швеёй. Родители были глухонемыми.
Образование — высшее. Окончил:
- Дальневосточное танковое училище в 1959 году;
- Военную академию бронетанковых войск имени Маршала Советского Союза Р. Я. Малиновского в 1969 году;
- Военную академию Генерального штаба Вооружённых Сил имени К. Е. Ворошилова в 1979 году.

До военной службы три года отработал токарем на заводе.

### На военной службе
Военную службу начал в 1954 году в Закавказском военном округе, где два года отслужил срочную службу солдатом-танкистом в 10-й горнострелковой дивизии, на третьем году службы поступил из войск в Дальневосточное танковое училище. После его окончания командовал танковым взводом, с 1961 года — старший техник по контролю заправки и начальник отделения заправки танков, с 1966 года — командир танковой роты в Уральском военном округе.
После окончания Военной академии бронетанковых войск с 1969 года командовал танковым батальоном, с 1970 года был заместителем командира, а с июля 1971 года — командиром танкового полка. С июня 1973 года — начальник штаба — заместитель командира танковой дивизии.

### На высших должностях
С сентября 1974 года — командир 145-й мотострелковой дивизии в Закавказском военном округе (Батуми). После окончания Военной академии Генерального штаба Вооружённых сил СССР с июля 1979 года — командир 17-го армейского корпуса в САВО. В начале Афганской войны (1979—1989 гг.) обеспечивал со стороны САВО передислокацию частей и подразделений корпуса в состав 40-й общевойсковой армии. С декабря 1982 года — командующий 3-й общевойсковой армией в Группе советских войск в Германии. С июля 1985 года — первый заместитель командующего войсками Одесского военного округа. С августа 1987 года — командующий войсками Сибирского военного округа.
С 17 августа 1991 года по 4 декабря 1991 года — начальник Гражданской обороны СССР — заместитель Министра обороны СССР. С 4 декабря 1991 — заместитель Министра обороны СССР. 6 июля 1992 года решением Совета глав государств СНГ был назначен заместителем главнокомандующего Объединёнными Вооружёнными Силами СНГ (однако, в данном статусе он был упомянут ещё ранее в указах Президента РФ за март и май 1992 г.). Руководитель коллективных сил СНГ по поддержанию мира и силами по предотвращению локальных конфликтов на внешних границах СНГ.
С сентября 1993 по апрель 1994 года — командующий миротворческим контингентом российских войск в Таджикистане, участвующими в прекращении Гражданской войны в Таджикистане. С марта 1994 года — первый заместитель начальника штаба по координации военного сотрудничества государств-участников СНГ. С июня 1995 года находился в распоряжении главнокомандующего Сухопутными войсками Российской Федерации.
Являлся членом ряда государственных делегаций Российской Федерации на переговорах с Республикой Молдова в 1992 году, с Арменией в 1993 году по вопросам, представляющим взаимный интерес в политической, военной, экономической, социальной, гуманитарной областях, а также по различным аспектам собственности.
Избирался народным депутатом СССР (1989—1991). Будучи народным депутатом, входил в Депутатскую группу коммунистов в группе «Отечество», в депутатскую группу «За конструктивное взаимопонимание».
С ноября 1995 года в отставке.

### После службы
Жил и работал в Москве. Скончался 2 марта 2023 года на 88-м году жизни.

### Семья
Женат, жена — медицинский работник, сын и дочь.
Увлекался чтением исторических романов и рыбалкой.

## Награды
- Орден «За военные заслуги» (Российская Федерация)
- Два ордена Красной Звезды
- Орден «За службу Родине в Вооружённых Силах СССР» 2-й степени
- Орден «За службу Родине в Вооружённых Силах СССР» 3-й степени
- Медаль за воинскую доблесть «В ознаменование 100-летия со дня рождения В. И. Ленина»
- Медаль «Двадцать лет победы в Великой Отечественной войне 1941-1945 гг.»
- Медаль «Ветеран Вооружённых Сил СССР»
- Медаль «За укрепление боевого содружества» (СССР)
- Медаль «50 лет Вооружённых Сил СССР»
- Медаль «60 лет Вооружённых Сил СССР»
- Медаль «70 лет Вооружённых Сил СССР»
- Медаль «За безупречную службу» I степени
- Медаль «За безупречную службу» II степени
- Медаль «За безупречную службу» III степени
- Иностранные награды (Монгольская Народная Республика и Германская Демократическая Республика)
- Грамота СНГ (2000)[8]